# SVT Barnkanalen
SVT Barnkanalen (скорочено SVTB) — шведський дитячий телеканал, що здійснює мовлення в денний час. Входить до «Шведського національного телебачення».

## Історія
Barnkanalen почав мовлення 23 грудня 2002 року. В перший рік його роботи він був доступний тільки з 6:30 до 18:00 у будні дні. Канал також взяв «літні канікули» з 23 травня по 18 серпня. Решту часу можна було використовувати для інших програм, в деякі вихідні у програмі можна було побачити теніс.
Програма розрахована на дітей дошкільного віку вранці, а денна програма розрахована на дітей старшого віку (підлітків). У ранковому блоці виступали спеціальні диктори, які представляли програми з «телевізійного корабля». Відразу після його закінчення ранкові програми починалися заново. О першій дня передавалось інтерактивне шоу під назвою «Twebby», після якого йшли програми для дітей старшого віку, представлені двома анімаційними дикторами під назвою «Joppe och Nella». Денна програма включала анімаційні фільми, програми англійською мовою, а також вистави з архівів SVT.
1 листопада 2003 року канал розпочав мовлення у вихідні дні з 7:00. З 2004 року «Barnkanalen» здійснює мовлення протягом цілого року.
Під час літніх Олімпійських ігор 2004 року та літніх Паралімпійських ігор 2004 року на «Barnkanalen» вечорами транслювалася «SVT Extra», а з 27 вересня 2004 року вечірній слот був зайнятий «Kunskapskanalen».
«Телевізійний корабель» було знято восени 2005 року, і його ведучі приєднались до «Bolibompa», вечірньої розважальної програми на «SVT1». З того часу «Bolibompa» стала брендом програм для дошкільників на «Barnkanalen». Випуск «Twebby» було припинено пізніше восени.
У лютому 2006 року з мовлення «Barnkanalen» були видалені «Joppe och Nella». Замість цього між програмами у другій половині дня демонструвалось нове шоу під назвою «Bobster», що дублювалось на «SVT1» між 19:00 і 19:30.
27 серпня 2007 року мовлення «Barnkanalen» продовжено до 7 годин вечора, що дозволило «Бобстеру» працювати ще годину. 25 серпня 2008 року «SVT» здійснила серйозні перестановки в своїх графіках. «Barnkanalen» був модернізований як один з трьох основних каналів від «SVT», що означає, що канал отримав більшу частину фінансування «SVT» для дитячих програм. З реорганізацією, «Barnkanalen» отримав новий логотип, «SVTB», але канал, як і раніше називається «Barnkanalen».

## Сітка мовлення
Мовлення починається щодня о 6:30 з програм, спрямованих на дошкільників під брендом «Bolibompa». Це включає в себе провідні сегменти під назвою «Bolibompamorgon» (Ранок з Болібомпа) між 7:00 і 8:30 в будні дні і «Bolibompahelg» (Вечір з Болібомпа) з 20:00 до 22:00 у вихідні дні.
О 15:00 починається «Бобстер!» для старших дітей.
У вихідні, «Бобстер!» починається о 14:00.
«Бобстер!» також включає в себе оновлення новин від Lilla Aktuellt (Лілла Щойно) кожен будній день в 4 години дня.
Прайм-тайм випуск «Bolibompa» виходить в 18:00 до 19:00.
1. ↑  SVT:s kanalutbud — Sveriges Television.